# Gunneby
Gunneby (dänisch: Gundeby) ist ein kleiner Ortsteil von Ulsnis im schleswig-holsteinischen Kreis Schleswig-Flensburg.

## Geographie
Der Ort liegt unweit der Schlei, einer glazialen Rinne. In westlicher Richtung liegt Schleswig. Im Osten befindet sich Kappeln. 35 km nördlich liegt Flensburg und die Grenze zu Dänemark. Der Ort ist landwirtschaftlich geprägt und Tourismus ist die Haupteinnahmequelle.

## Geschichte
Gunneby gehörte zum Gut Dänisch Lindau, das heute zur Gemeinde Boren gehört. Am 1. Mai 1784 wurde im Ort die Leibeigenschaft gegenüber dem Gut Lindau aufgehoben. Durch die Vermessung und Verteilung des Grundbesitzes im Jahre zuvor entstanden hier fünf Voll-Hufner-Stellen und zwölf Kätner-Stellen.
Zwangsarbeit von Kriegsgefangenen aus den von Deutschen besetzten Gebieten war in den Jahren des Zweiten Weltkriegs in vielen Orten in Deutschland der Normalfall. So befanden sich auch mehr als 120 Zwangsarbeiter im Einsatz in der Landwirtschaft im Bereich der Gemeinde Ulsnis, vorwiegend polnischer und sowjetischer Herkunft. Diese waren zunächst in drei Lagern in den Dörfern Ulsnis, Kius und Gunneby untergebracht. Später wurde von den NS-Behörden zugelassen, dass die Zwangsarbeiter auch direkt auf den Hofstellen einquartiert werden konnten. 
Nachdem Gemeinde und Kirche jede Beteiligung hinsichtlich des Gedenkens an die Zwangsarbeiter abgelehnt hatten, wurde am 2. September 2000 auf Privatinitiative der Bewohner des Hauses Schleidörferstraße 29 für das Dorf Ulsnis im Rahmen eines Festaktes zum Gedenken an die Zwangsarbeiter eine Tafel am Haus angebracht.
Vor dem 1. Februar 1974 gehörte Gunneby zur Gemeinde Kius, die sich an diesem Datum in die Gemeinde Ulsnis eingemeinden ließ.